# Panvel

Panvel är en stad i västra Indien och är belägen i delstaten Maharashtra. Den tillhör distriktet Raigad och hade 180 020 invånare vid folkräkningen 2011.